# Báki
Báki vagy Mahmud Báki (oszmán-törökül Mahmud Abdülbâkî; Konstantinápoly, 1526 – Konstantinápoly, 1600. április 7.) oszmán-török költő, a török irodalom egyik legnagyobb alakja, akit már életében is a „költők szultánjának” neveztek.
Konstantinápolyban, egy müezzin fiaként született, majd vallási iskolába járt, ahol iszlám jogot tanult. 1555-ben kaszídát (óda) írt I. Szulejmánhoz, ezzel bekerült a szultáni udvarba. A szultán halála után vallási pozíciót akart vállalni, pályázott a sejhüliszlám címére, sikertelenül. Több vallási esszét is írt, nevét azonban összegyűjtött verseiből (Díván) ismerte meg az utókor. Kedvelt versformája a gazal volt, verseiben gyakran a múló fiatalságról írt, és arra buzdította olvasóit, hogy élvezzék a szerelmet és a bort, amíg lehet. Mind formájában, mind a költői eszközök terén újat, formabontót alkotott, szakítva a klasszicista oszmán költészet szigorú szabályaival.